# Demminer See
Der Demminer See ist ein See nördlich von Wredenhagen und östlich von Zepkow auf dem Gebiet der Gemeinde Eldetal im Landkreis Mecklenburgische Seenplatte in Mecklenburg-Vorpommern. Das Gewässer mit relativ breitem Schilfgürtel hat eine Größe von 8,7 Hektar und liegt auf 66,5 m ü. NHN. Die maximale Ausdehnung des Sees beträgt 430 Meter mal 320 Meter. Zuflüsse sind nur Gräben aus den Wiesen der nahen Umgebung. Über einen Graben zum 1900 Meter südlich gelegenen Mönchsee wird der Demminer See entwässert.
Der See ist von Wredenhagen aus über einen Wanderweg durch das Demminholz zu erreichen, das den See umgibt. Dort ist neben einem Steg am Ostufer eine Köhlerhütte zu besichtigen.

## Nachweise
1. ↑  Geodatenviewer des Amtes für Geoinformation, Vermessungs- und Katasterwesen Mecklenburg-Vorpommern (Hinweise)